# F-Schacht

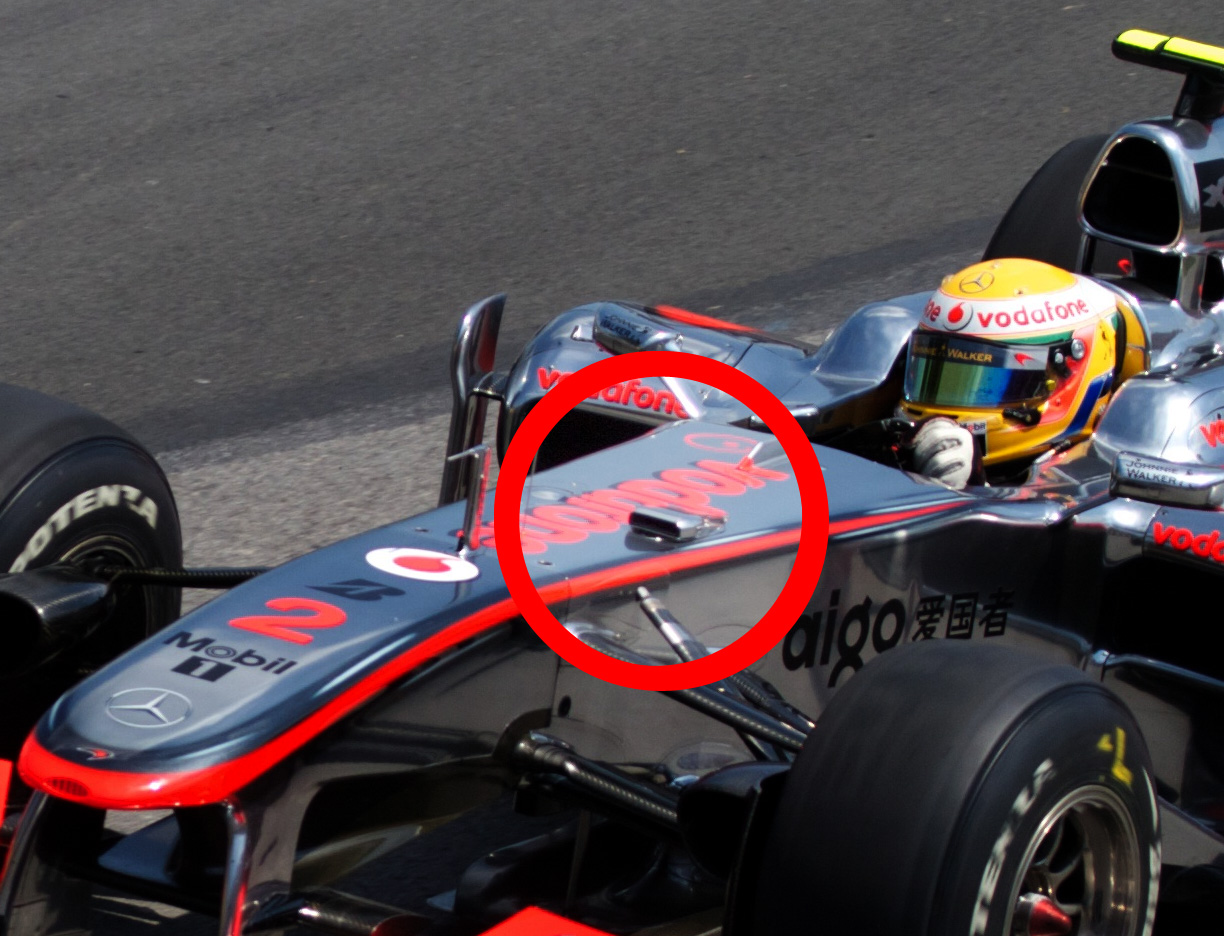
Flache Eintrittsöffnung des F-Schachts am 2010er McLaren MP4-25 vor dem Cockpit

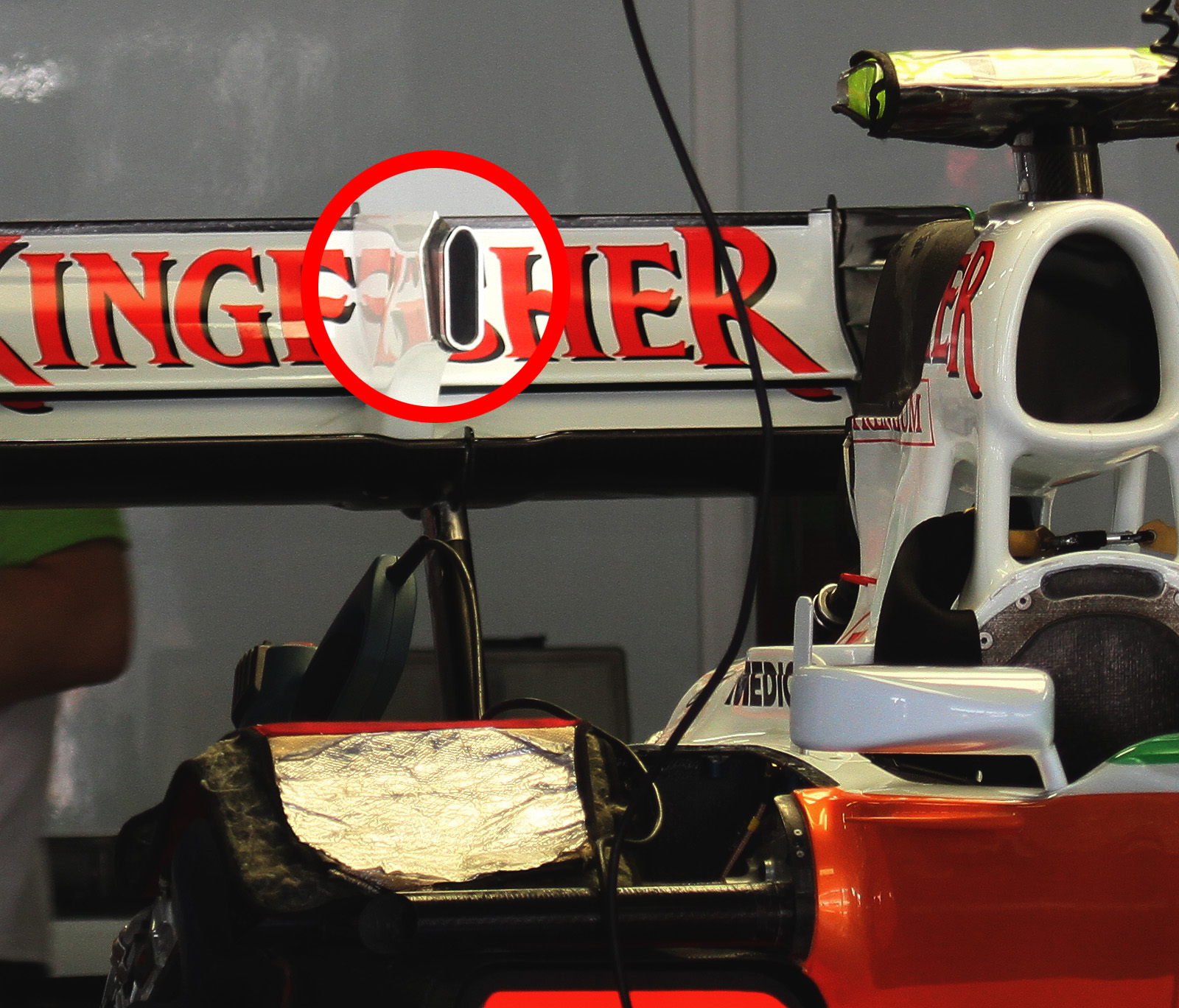
F-Schacht am 2010er Force India VJM03

Als F-Schacht (englisch F-duct) bezeichnet man in der Formel 1 verschiedene Systeme, bei denen Luft durch Kanäle im Fahrzeug geleitet wird, um an anderer Stelle einen Strömungsabriss zu bewirken und dadurch höhere Geschwindigkeiten zu erreichen.
Den aktiven F-Schacht, auch RW80 genannt, erfand McLaren im Jahr 2010, er wurde jedoch für die darauffolgende Saison 2011 verboten. 2012 startete Mercedes mit einem passiven F-Schacht, der ab der Saison 2013 ebenfalls verboten wurde.
Die von Journalisten eingeführte Bezeichnung F-Schacht geht vermutlich auf den Schriftzug des McLaren-Sponsors vodafone zurück, an dessen Buchstaben F der Lufteinlass (Schnorchel) angebracht war. Die bei McLaren verwendete Bezeichnung RW80 steht für „Rear Wing“ (Heckflügel).

## Aktiver F-Schacht
Mit einem kleinen Luftkanal, der auf der Nase des Rennwagens beginnt und durch das Cockpit bis an das Heck des Autos geführt wird, wird vor dem Heckflügel ein Strömungsabriss bewirkt. Dadurch wird der aerodynamische Anpressdruck reduziert und das Auto kann eine höhere Endgeschwindigkeit erreichen.
Dieser Strömungsabriss wird vom Piloten gesteuert, indem er zum Beispiel im McLaren MP4-25 mit dem Knie oder beim Ferrari F10 mit dem linken Handrücken ein Loch im Cockpit abdeckt. Ist dieses Loch offen, bewirkt es eine Unterbrechung des Luftkanals und die Luft strömt ins Cockpit. Wenn der Pilot das Loch schließt, strömt die Luft zum Heckflügel und bewirkt dort den gewünschten Strömungsabriss. Das brachte bei McLaren MP4-25 bis zu 10 km/h mehr Höchstgeschwindigkeit auf der Geraden und 0,6 Sekunden Zeitersparnis pro Runde.
Für die Saison 2011 wurde der aktive F-Schacht aus Sicherheitsbedenken verboten, da einige Teams Systeme entwickelt hatten, bei denen der Fahrer zur Aktivierung eine Hand vom Lenkrad nehmen musste. Ein passives System, das auch nicht im Zusammenhang mit der Radaufhängung steht, durfte jedoch weiterhin verwendet werden.
Auch der Automobile Club de l’Ouest, Veranstalter der Le Mans Series (LMS) und des 24-Stunden-Rennens von Le Mans, verbot im Dezember 2010 „jedes automatisch operierte oder vom Fahrer kontrollierte System, um den Luftstrom am Heckflügel zu beeinflussen, solange das Auto in Bewegung ist“. Die Hersteller der Sportwagen-Prototypen sollten gar nicht erst teure Entwicklungsarbeit für einen F-Schacht leisten.

## Passiver F-Schacht

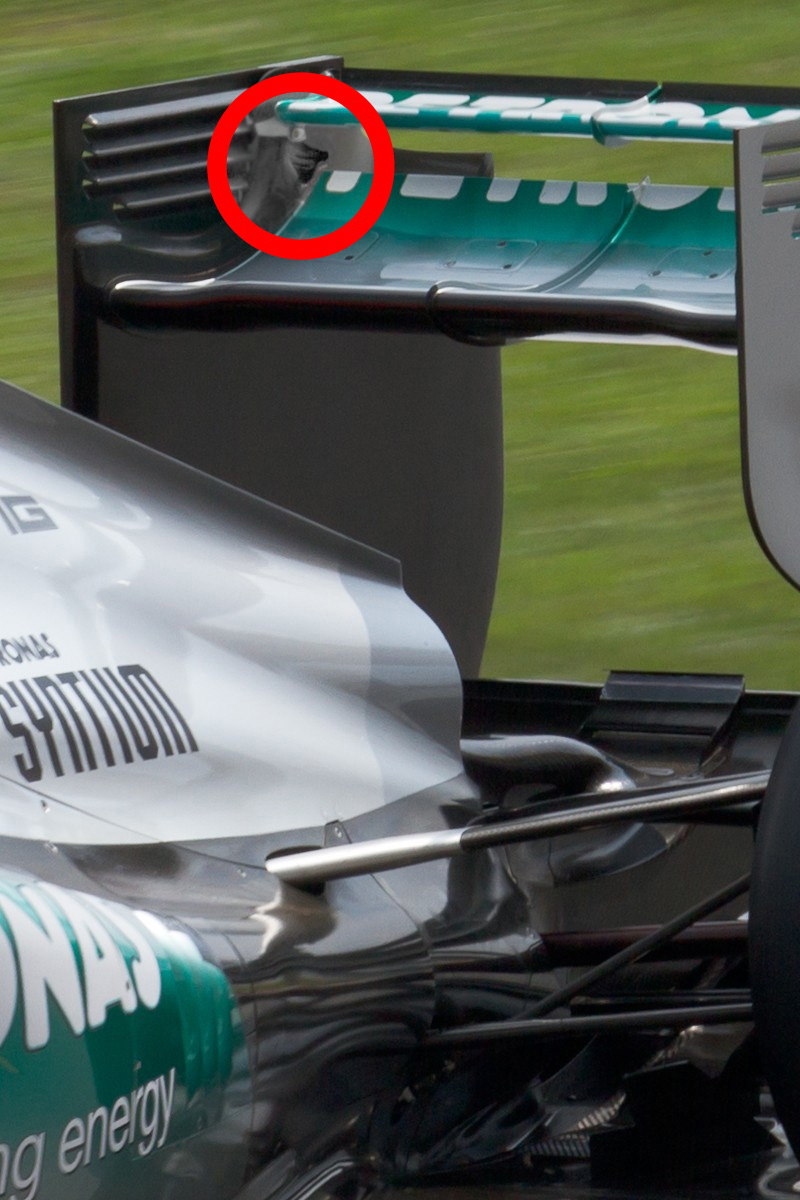
Passiver F-Schacht am 2012er Mercedes F1 W03

Der Mercedes F1 W03 verfügt über ein System, das Luft über Leitungen im Fahrzeug vom Heck- zum Frontflügel leitet, um auch hier einen Strömungsabriss hervorzurufen. Aktiviert wird das System durch den am Lenkrad befindlichen DRS-Knopf, über den nicht nur der verstellbare Heckflügel, sondern auch eine Klappe am Heckflügel geöffnet wird. Der passive F-Schacht wird von der FIA nicht als eigenes aerodynamisches System, sondern als Optimierung des DRS betrachtet, entsprechend sind die Proteste gegen diese Bauform zurückgewiesen worden. Daher wurde dieses System auch als „aktives Doppel-DRS“ bezeichnet.
Der Vorteil des Systems kam nur im Training und im Qualifying in vollem Umfang zum Tragen, da hier in der Saison 2012 durchgängig DRS benutzt werden durfte. Im Rennen war die Verwendung starken Restriktionen unterlegen, so durfte das System ausschließlich in den ausgewiesenen DRS-Zonen genutzt werden, und auch nur dann, wenn der Rückstand auf das vorausfahrende Fahrzeug an einem Messpunkt kurz vor dieser Zone weniger als eine Sekunde betrug.
Für den Lotus E20 entwickelte Lotus ein ähnliches System, wobei die Luft jedoch durch die Airbox geführt und zur Kühlung eingesetzt wird. Anschließend wird sie dem Heckflügel zugeführt, wo sie durch einen Strömungsabriss den Anpressdruck reduziert und den DRS-Effekt verstärkt. Dies soll auch bei deaktiviertem DRS einen Vorteil bringen.
Beim Meeting der Technischen Arbeitsgruppe vor dem Großen Preis von Ungarn 2012 einigte sich eine Mehrheit der Teams auf eine Änderung des technischen Reglements ab der Saison 2013, nach der auch die Nutzung eines passiven F-Schachts verboten ist.